# یک بامداد یکشنبه
یک بامداد یکشنبه (انگلیسی: One Sunday Morning) یک فیلم کوتاه کمدی به کارگردان راسکو آرباکل است که در سال ۱۹۲۶ منتشر شد.

## گزیدهٔ بازیگران
- لوید همیلتون
- استنلی بلایستون